# لا تنطق باسم الرب إلهك باطلا
«لَا تَنْطِقْ بِاسْمِ الرَّبِّ إِلَهِكَ بَاطِلًا» (بالعبرية: לֹא תִשָּׂא אֶת-שֵׁם-ה 'אֱלֹהֶיךָ، לַשָּׁוְא) هي الوصية الثانية أو الثالثة (حسب اختلاف التفسير) من الوصايا العشر في الكتاب المقدس العبري، والتي كُتبت على ألواح موسى. الوصية حسب سفر الخروج وسفر التثنية: ﴿لَا تَنْطِقْ بِاسْمِ الرَّبِّ إِلهِكَ بَاطِلًا، لِأَنَّ الرَّبَّ لَا يُبْرِئُ مَنْ نَطَقَ بِاسْمِهِ بَاطِلًا.﴾
تحرم الوصية إساءة استخدام اسم إله إسرائيل، أو استخدام اسمه لارتكاب الشر، أو التظاهر بالخدمة باسمه بينما الواقع غير ذلك.
وبناءً على هذه الوصية قام كهنة الهيكل الثاني في العصر الهلنستي بجعل نطق اسم يهوه على الإطلاق من المحرمات، مما أدى إلى استبدال يهوه بـ «ربي» أو «إلهي» في المعاملات والأدب وغير ذلك.
في الكتاب المقدس العبري نفسه، الوصية موجهة ضد الإساءة لاسم الله، وليس ضد أي استخدام. هناك العديد من الأمثلة في الكتاب المقدس العبري وبعضها في العهد الجديد حيث يُحلف باسم الرب لقول الحقيقة أو دعم حقيقة العبارة التي تؤدي اليمين، ويتضمن سفر دانيال وسفر الرؤيا العديد من الأمثلة على القسم باسم الرب. كما يُقسم الرب نفسه باسمه في عدة مواضع.